# Barnabas

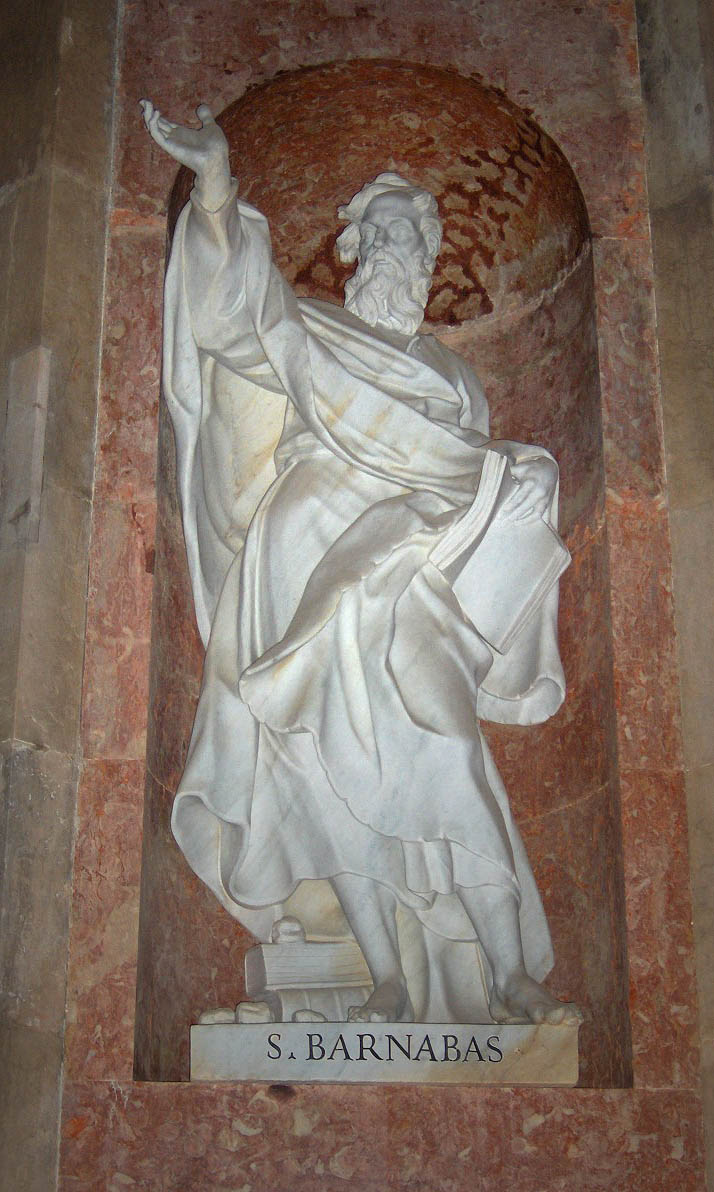
Standbeeld in de kerk van het Paleis van Mafra, Portugal

Barnabas (Aramees: ܒܪܢܒܐ; Grieks: Βαρνάβας) was een van de leiders in het vroege christendom. Volgens Handelingen 4:36 heette hij oorspronkelijk Josef, was hij een Leviet uit Cyprus en hadden de apostelen hem de bijnaam Barnabas gegeven, wat "zoon van de vertroosting" zou betekenen. Eenmaal wordt Barnabas een apostel genoemd (Handelingen 14:14).
Hij moet niet worden verward met Barabbas, de misdadiger die door Pilatus werd vrijgelaten in plaats van Jezus.

## Nieuwe Testament
Barnabas wordt drieëntwintig keer genoemd in Handelingen en daarnaast enkele keren in de brieven van Paulus. Barnabas had zijn akker verkocht en bracht de opbrengst aan de apostelen in Jeruzalem (Handelingen 4:37).
Later introduceerde Barnabas Paulus na zijn bekering bij de vroegste christelijke gemeenschap in Jeruzalem (Handelingen 9:27). Hij verbleef met Paulus in onder meer Antiochië en een eerste keer op Cyprus, in het gezelschap van Johannes Marcus (Handelingen 12:25). Kolossenzen 4:10 noemt "Barnabas' neef Marcus", door de meeste commentators geïdentificeerd als Johannes Marcus. Deze wordt op zijn beurt traditioneel gelijkgesteld aan Marcus de evangelist. Als die gelijkstelling juist is, was Barnabas een neef van de evangelist Marcus.
Toen een groep joden uit Judea onenigheid en twist brachten in Antiochië, omdat zij beweerden dat heidenen besneden moesten worden om gered te kunnen worden, reisden Barnabas en Paulus naar Jeruzalem om dit onderwerp met de apostelen en oudsten van de kerk van Jeruzalem te bespreken - het concilie van Jeruzalem (Handelingen 15:1-35). Paulus noemt ook Titus die hen vergezelde (Galaten 2:1).
Na hun terugkeer in Antiochië kregen Barnabas en Paulus onenigheid, omdat Barnabas op de tweede zendingsreis Johannes Marcus mee wilde nemen. Paulus verzette zich daartegen. Barnabas vertrok met Johannes Marcus naar Cyprus (Handelingen 15:35-39). Paulus botste ook met Barnabas toen deze, net als Kefas (Petrus), onder druk van gezanten van Jakobus niet meer de gemeenschappelijke maaltijd wilde delen met onbesneden christenen (Galaten 2:11-13).

## Etymologie van Barnabas
Zijn ouders noemden hem Josef (hoewel de Byzantijnse tekst hem Ἰωσῆς, Iōsēs, "Joses" noemt), maar volgens Handelingen noemden de apostelen hem Barnabas. De "s" aan het einde volgt uit het Griekse nominatief en is niet aanwezig in de Aramese vorm. De Griekse tekst van Handelingen 4:36 verklaart de naam als υἱὸς παρακλήσεως, hyios paraklēseōs, "zoon van de vertroosting" of "zoon van troost". Deze verklaring is problematisch. Een theorie is dat Barnabas is afgeleid van het Aramese בר נחמה, bar neḥmā, "zoon (van) troost". Een andere theorie is dat het gerelateerd is aan het Hebreeuwse woord נביא, nabī, "profeet".

## Traditie
Volgens orthodoxe traditie was Barnabas de broer van Artistobulus, aan wie Paulus zijn groeten zond in Romeinen 16:10. Deze was volgens andere, voor zover bekend ongerelateerde tradities de vader van Marcus de evangelist. Misschien was er toch een relatie tussen deze tradities, wat zou kunnen verklaren waarom (Johannes) Marcus Barnabas' neef werd genoemd in Kolossenzen 4:10.

## Geschriften
Tertullianus was een van degenen die de Brief aan de Hebreeën aan Barnabas toeschreven. De meeste moderne onderzoekers nemen aan dat de auteur onbekend is, maar Barnabas wordt vaak genoemd als mogelijke auteur.
De volgende geschriften zijn aan Barnabas gerelateerd:
1. De Brief van Barnabas, geschreven tussen 70 en 136, werd door Clemens van Alexandrië en Origenes aan Barnabas toegeschreven. De huidige consensus is dat het een pseudepigraaf is. De oudste en meest complete versie van de Griekse tekst maakt deel uit van de Codex Sinaiticus. Men denkt aan Alexandrië als plaats van ontstaan.
2. Het Evangelie van Barnabas was een laat apocrief geschrift, vermeld in het Decretum Gelasianum en verloren gegaan.
3. De Handelingen van Barnabas is een apocriefe tekst uit de vijfde eeuw. Het is een pseudepigrafisch geschrift dat Johannes Marcus als auteur noemt.

## Volksgeloof
- "Sint-Barnabas maait het gras", "St. Barnabas die nooit de sikkel vergat, heeft de langste dag en het langste gras."; Volgens deze weerspreuken uit de katholieke volksdevotie heeft het gras op de naamdag van Sint-Barnabas (sinds de invoering van de Gregoriaanse kalender op 11 juni maar voordien op 21 juni) zijn maximale ontwikkeling bereikt maar wordt het pas tien dagen later, na het drogen, gemaaid.
- Valt op Sint Barnabas veel nat, zwemmen de druiven in het vat.[7]